# Бертон, Натали
Натали Бертон (англ. Natalie Burton; родилась 23 марта 1989 года в Перте, штат Западная Австралия, Австралия) — австралийская профессиональная баскетболистка, которая выступала в женской национальной баскетбольной лиге. На драфте ВНБА 2012 года не была выбрана ни одним из клубов. Играла на позиции тяжёлого форварда и центровой.
В составе национальной сборной Австралии участвовала в Олимпийских играх 2016 года в Рио-де-Жанейро, а также выиграла бронзовые медали чемпионата мира 2014 года в Турции, кроме того стала победительницей чемпионатов Океании 2013 и 2015 годов в Австралии и Новой Зеландии и завоевала бронзовые медали летней Универсиады 2013 года в Казани.

## Ранние годы
Натали родилась 23 марта 1989 года в городе Перт (штат Западная Австралия) в семье Клиффа и Розмари Бертон, у неё есть две сестры, одна из которых, Эмили, также выступает в SBL за команду «Перри-Лейкс Хокс». Училась там же в средней школе Карин Сеньор, в которой выступала за местную баскетбольную команду.